# Мартиненко Євгеній Васильович
Євгеній Васильович Мартиненко (25.01.2000—24.03.2022) — солдат Збройних сил України, учасник російсько-української війни, який загинув під час російського вторгнення в Україну.

## Життєпис
Народився 25 січня 2000 року у селищі Лисянка Черкаської області. Закінчив Звенигородську школу-інтернат та Лисянський аграрний ліцей. Мешкав у с. Хижинці Звенигородського району Черкаської області.
Під час російського вторгенення в Україну в 2022 році був солдатом 95-ї окремої десантно-штурмової бригади. Загинув 24 березня 2022 року на Донеччині. Похований у Лисянській селищній громаді.

## Нагороди
- орден «За мужність» III ступеня (2022) — за особисту мужність і самовіддані дії, виявлені у захисті державного суверенітету та територіальної цілісності України, вірність військовій присязі.[3]